# Institut du Christ-Roi Souverain Prêtre
 (mars 2022).
L'Institut du Christ-Roi Souverain Prêtre (en latin : Institutum Christi Regis Summi Sacerdotis), abrégé en I.C.R.S.P., est une société de vie apostolique de la mouvance traditionaliste, fondée en 1990 par deux prêtres français, Gilles Wach et Philippe Mora. D’abord communauté cléricale de droit diocésain, l’I.C.R.S.P. est devenu une société de vie apostolique de droit pontifical par un décret du Saint-Siège en date du 7 octobre 2008.

## Buts et orientations spirituelles, doctrinales et liturgiques
Selon le décret romain Saeculorum Rex – accordant le bénéfice du droit pontifical à la communauté –, les membres de cet institut ont pour vocation de mener une vie commune « similairement aux chanoines » ("vitam communem ad instar canonicorum") et les constitutions de l'Institut le présentent comme une société de vie apostolique « en forme canoniale ».
Ses membres sont missionnaires et l'Institut a pour objectif particulier « la promulgation, la diffusion, la défense, dans tous les aspects de la vie de l'Homme, du règne du Christ Notre-Seigneur ».

## Histoire

### Origines: l'Opus Sacerdotale
En 1963, un groupe de prêtres réunis à Lourdes devant la grotte de Massabielle s'interroge sur la situation et le ministère des prêtres catholiques. Sous l'impulsion du chanoine Étienne Catta, oblat bénédictin de l'abbaye Notre-Dame de Fontgombault et professeur à l'université catholique d'Angers, une « Association pour le soutien du sacerdoce catholique, » également appelée Opus sacerdotale, est fondée en 1964. Sa devise est : Doctrina, Fortitudo, Pietas (à savoir doctrine, courage, piété)[réf. souhaitée].
Pour Timothée de Rauglaudre, « l'Opus sacerdotale est créé en 1964 avec le concours de l’abbé de Fontgombault pour éviter les « dérives doctrinales » et liturgiques dues à des applications trop extensives de Vatican II. Une partie de ses membres fondera l’Institut du Christ-Roi Souverain Prêtre, qui est aujourd’hui l’une des principales communautés traditionalistes reconnues par le Vatican ».
Des séminaristes se tournent vers l’abbé Pierre Lourdelet : orientés vers les abbés Wach et Mora, travaillant à Rome et eux-mêmes membres de l’Opus sacerdotale, plusieurs sont incardinés dans divers diocèses répondant à leurs attentes (Gênes et Tivoli, notamment).
Puis, en octobre 1988, une maison de formation sacerdotale autonome est ouverte, avec le soutien de l’Opus, et sa direction est confiée à l'abbé Philippe Mora. Les religieux de lOpus Mariae accueillent cette fondation dans une partie du « Cénacle de l'Immaculée Conception », un ancien carmel de Moissac (Tarn-et-Garonne) où ils sont eux-mêmes installés, depuis 1969.

### Fondation (1990): du Gabon à l’Italie
La structure juridique de l’Opus sacerdotale ne permet pas de fonder de séminaire propre ou de s’agréger des clercs. Les abbés Wach et Mora étudient les possibilités canoniques, comme celle de la société de vie apostolique. Cyriaque Obamba, évêque de Mouila (en), au Gabon, rencontré à Rome, accepte de reconnaître la fondation, par un décret du 1er septembre 1990, de l’Institut du Christ Roi Souverain Prêtre. Auparavant, ce même évêque avait nommé l’abbé Wach vicaire général de son diocèse.
Le siège de la Maison-mère est alors fixé à Mouila, dans l'ancienne résidence épiscopale du Val-Marie qui prend alors le nom de « Maison Sainte-Thérèse de l'Enfant-Jésus ».
La maison de formation de Moissac se révèle trop exiguë. Avec l’aide du cardinal bénédictin Paul Augustin Mayer, alors président de la Commission pontificale Ecclesia Dei, la propriété Villa Martelli occupée depuis 1975 par les moines de l’abbaye de Fontgombault est transférée à l’I.C.R.S.P., qui y installe sa Maison généralice. Elle se situe sur le territoire de la commune de Pontassieve, en Toscane, dans l’archidiocèse de Florence, alors dirigé par le cardinal Silvano Piovanelli. Le passage de l’I.C.R.S.P. de l’autorité de l’évêque de Mouila à celle de l’archevêque de Florence est acté en 1991.

### Reconnaissance pontificale
Le 7 octobre 2008, le décret Saeculorum Rex de la commission pontificale Ecclesia Dei érige l’institut en « société de vie apostolique de droit pontifical ».
L'institut passe alors de l’autorité de l’archevêque de Florence à celle du Saint-Siège, en même temps que sont confirmés ses caractères propres : culte selon la forme extraordinaire du rite romain, spiritualité salésienne, formation doctrinale selon les principes thomistes. 
Cette érection est suivie, en 2014, de deux visites apostoliques mandatées par le Saint-Siège.
Les constitutions sont définitivement approuvées le 29 janvier 2016.

## Caractéristiques des membres

### Vie communautaire
Comme ceux des autres sociétés de vie apostolique, les membres de cet institut se proposent de mener, conformément aux dispositions du canon 731 du code de droit canonique, une « vie fraternelle en commun ».
Leur spécificité est d’axer cette vie commune sur la célébration du culte liturgique solennel, comme le font les chanoines : « Vitam communem ad instar canonicorum, cultum liturgicum celebrantes, degere sibi proponunt ».

### Appellation
Bien qu'ils ne soient pas, à proprement parler, des « chanoines » (n'étant ni chanoines de chapitres, puisqu’ils ne sont pas attachés au chapitre d'une cathédrale ou d'une collégiale, ni non plus des chanoines réguliers, puisqu’ils ne suivent pas la règle de saint Augustin et ne professent pas de vœux religieux, pas plus que des chanoines honoraires diocésains ou encore des chanoines d'honneur de cathédrale), les prêtres de l'I.C.R.S.P. se font cependant nommer ainsi et affirment, par là, s'inscrire dans une tradition d'anciens chanoines séculiers.

### Habit de chœur
L'Institut du Christ-Roi Souverain Prêtre a son propre habit de chœur, d’un bleu ciel caractéristique, symbole de la consécration de cette société cléricale à Marie et allusion à saint François de Sales, souvent représenté en bleu - le violet des évêques de l’époque tirant alors vers le bleu. 

### Devise
Sa devise est tirée de l'épître aux Éphésiens (Eph. 4,15) : Veritatem facientes in caritate (Professant la vérité dans la charité).

## Organisation

### Organisation générale
L'Institut du Christ-Roi Souverain Prêtre étant reconnu de droit pontifical depuis le 7 octobre 2008, son supérieur général – le « prieur général » – est l'ordinaire de cette société de vie apostolique. Depuis sa fondation en 1991, c’est Gilles Wach qui a toujours été à la tête de la communauté.
Le prieur général est élu par le chapitre général de l’Institut tous les six ans. Il est assisté dans sa charge par un vicaire général, actuellement Rudolf Michael Schmitz. La maison de formation – séminaire Saint Philippe Néri, installé à la Villa Martelli – est dirigée par Philippe Mora, assisté d’un ou plusieurs vice-recteurs.
L’Institut lui-même est divisé en plusieurs « provinces » (ou pro-provinces), confiées à des supérieurs provinciaux, lesquels exercent leur autorité sur les prêtres et les maisons se trouvant sur le territoire sous leur juridiction. À la tête de chacune des maisons locales se trouve un supérieur local.

### Séminaire et formation
Cette formation s’effectue dans le cadre du Séminaire Saint-Philippe-Néri, installé à Gricigliano, dans les murs de la Villa Martelli, près de Florence, en Italie.
Le cursus, conforme aux exigences de la Ratio fundamentalis s’étend, en principe sur une période de sept années : une première année dite de « spiritualité » – discernement…–, deux années consacrées aux études philosophiques, et enfin quatre années destinées aux études théologiques.
Le séminaire compte actuellement[Quand ?] près de 120 candidats.

### Famille spirituelle
La famille spirituelle que constitue l’Institut du Christ Roi Souverain Prêtre compte également :
- des membres affiliés, clercs partageant sa spiritualité sans être incardinés à l'institut ;
- des oblats ;

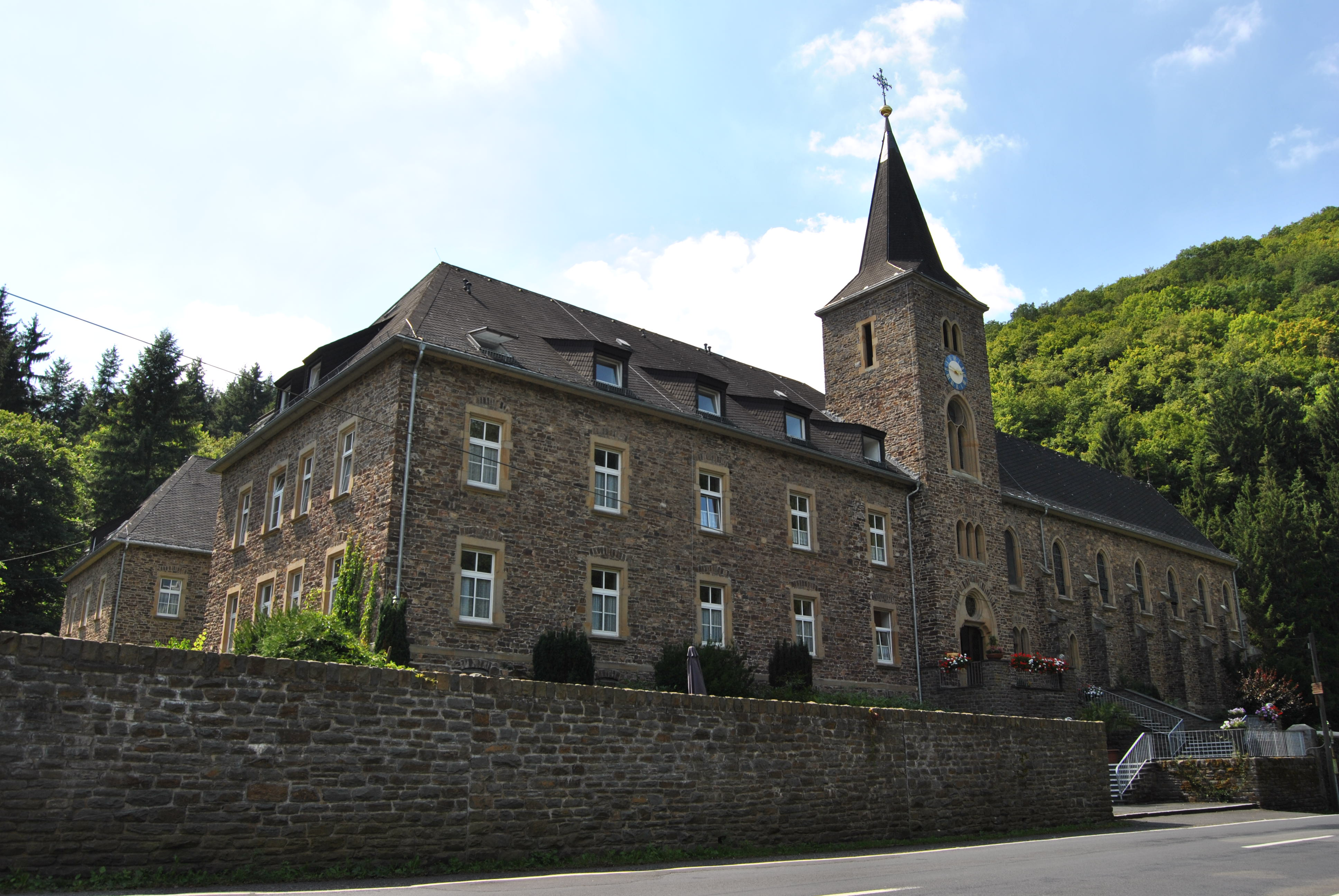
Couvent de Maria Engelport en Allemagne.

- les « Sœurs Adoratrices du Cœur Royal de Jésus Christ Souverain Prêtre », branche féminine associée à l'institut par le décret Saeculorum Rex et  érigée en « association publique de fidèles », en vue d'une future reconnaissance comme société de vie apostolique[1] par un décret de la commission pontificale Ecclesia Dei le7 octobre 2008[14]. Cette communauté comptait une soixantaine de membres en 2016[15] ;
- les membres laïcs de la « Société du Sacré-Cœur », fondée en mars 2006, qui veulent vivre à l’école de saint François de Sales et des saints patrons de l’institut. Ils s’engagent à mener une vie catholique, entièrement fidèle aux enseignements de l’Église catholique et du Saint-Siège, avec une particulière attention apportée à la charité envers Dieu et le prochain[16].

## Provinces

### Province d’Italie
L'institut est surtout présent en Toscane.
La Maison généralice et le séminaire saint Philippe Néri sont installés depuis 1991 sur la via di Gricigliano, située dans le village de Le Sieci (it), localité de la commune de Pontassieve (archidiocèse de Florence), d'où se retiraient les moines de Fontgombault après quinze années de présence.
L’Institut a entrepris d’importants travaux de restauration des bâtiments qui comprennent une villa ancienne, et a tout récemment refait la moitié des toitures du séminaire. Actuellement, l’ensemble des bâtiments permet de loger environ 80 personnes ; depuis 2009 l’I.C.R.S.P. indique avoir aménagé dix-sept nouvelles chambres pour loger des séminaristes[source insuffisante].
À Florence, l’église des Saints-Michel-et-Gaétan est confiée à l’I.C.R.S.P. dont l’un de ses prêtres est recteur. L'institut est implanté depuis 2011 dans le diocèse de Livourne. Il y a une maison confiée aux Sœurs Adoratrices et un prêtre de la société est vicaire de la paroisse de Saint Sébastien où sont célèbrés la messe et les offices. Les diocèses de Pise et Volterra bénéficient de lieux de culte menés par les ecclésiastiques de l'institut.

### Province de France
En 2020, la Maison provinciale de France, Saint-Joseph, est déplacée de Roquecor à Montagny-Sainte-Félicité.

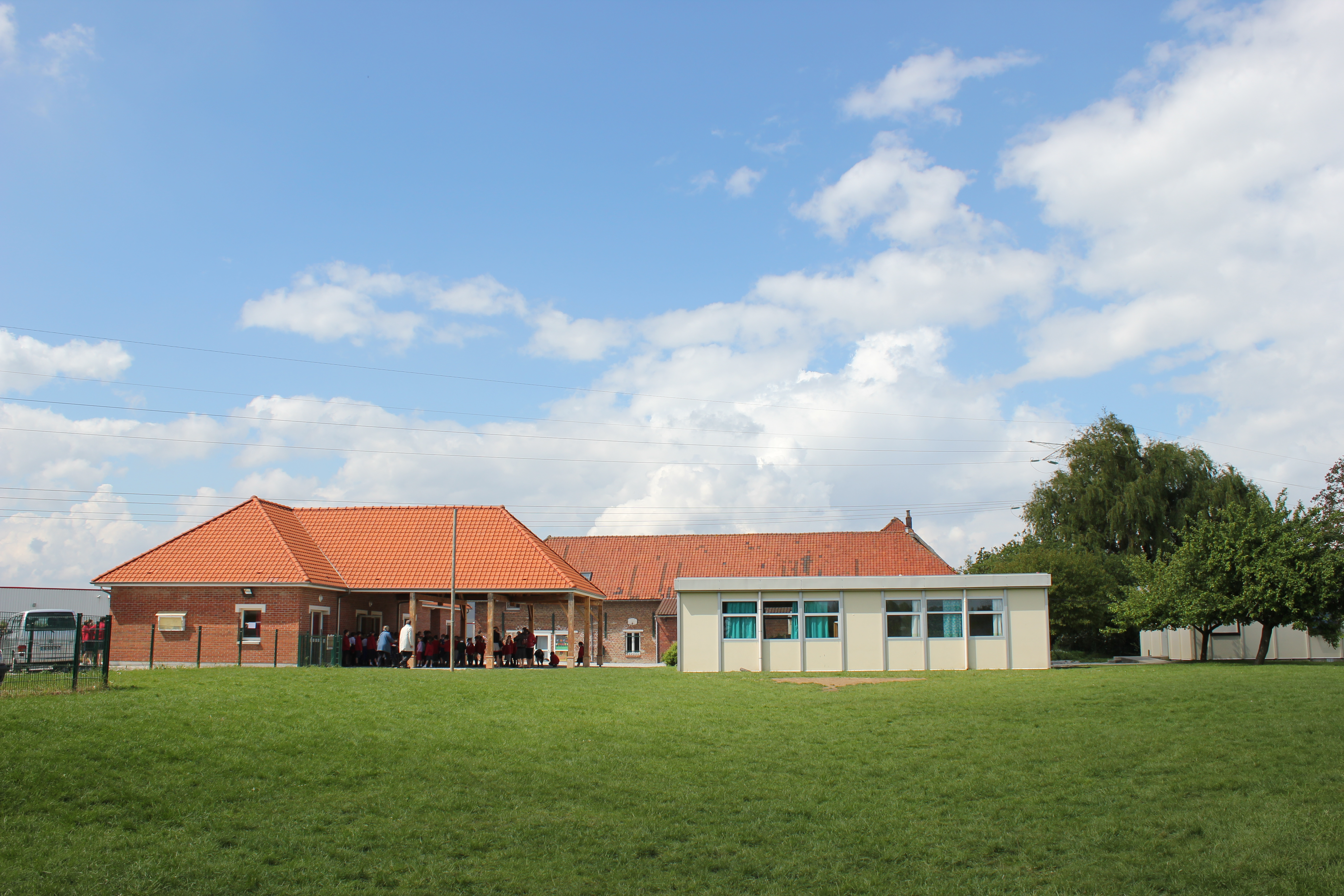
Maison de la société et école Notre-Dame-de-Fatima, à La Chapelle-d'Armentières.

Depuis leur maison de La Chapelle-d'Armentières, près de Lille, les membres de l'ICRSP exercent leur apostolat. L'institut est actif à la chapelle Sainte-Rita de Béziers, au Cours Notre-Dame de Montpellier. Il comprend une maison et plusieurs apostolats dans le diocèse de Nice, à Nice et à Cannes. À Toulouse, il officie à la chapelle Saint-Jean-Baptiste, à Rennes à la chapelle Saint-François de Rennes. Il compte une maison et plusieurs apostolats dans le diocèse de Cahors, l’église Saint-Patrice à Rouen, la basilique Notre-Dame-de-l’Espérance à Saint-Brieuc, une maison et un apostolat dans l’archidiocèse de Bordeaux[réf. souhaitée], et l'église Sainte-Jeanne-d'Arc de Reims, dans l'archidiocèse de Reims depuis 2020.
L’I.C.R.S.P. indique être également présent de façon régulière dans un certain nombre d’autres villes de France.
En 2022, l'ICRSP a ordonné trois prêtres.

### Province des États-Unis

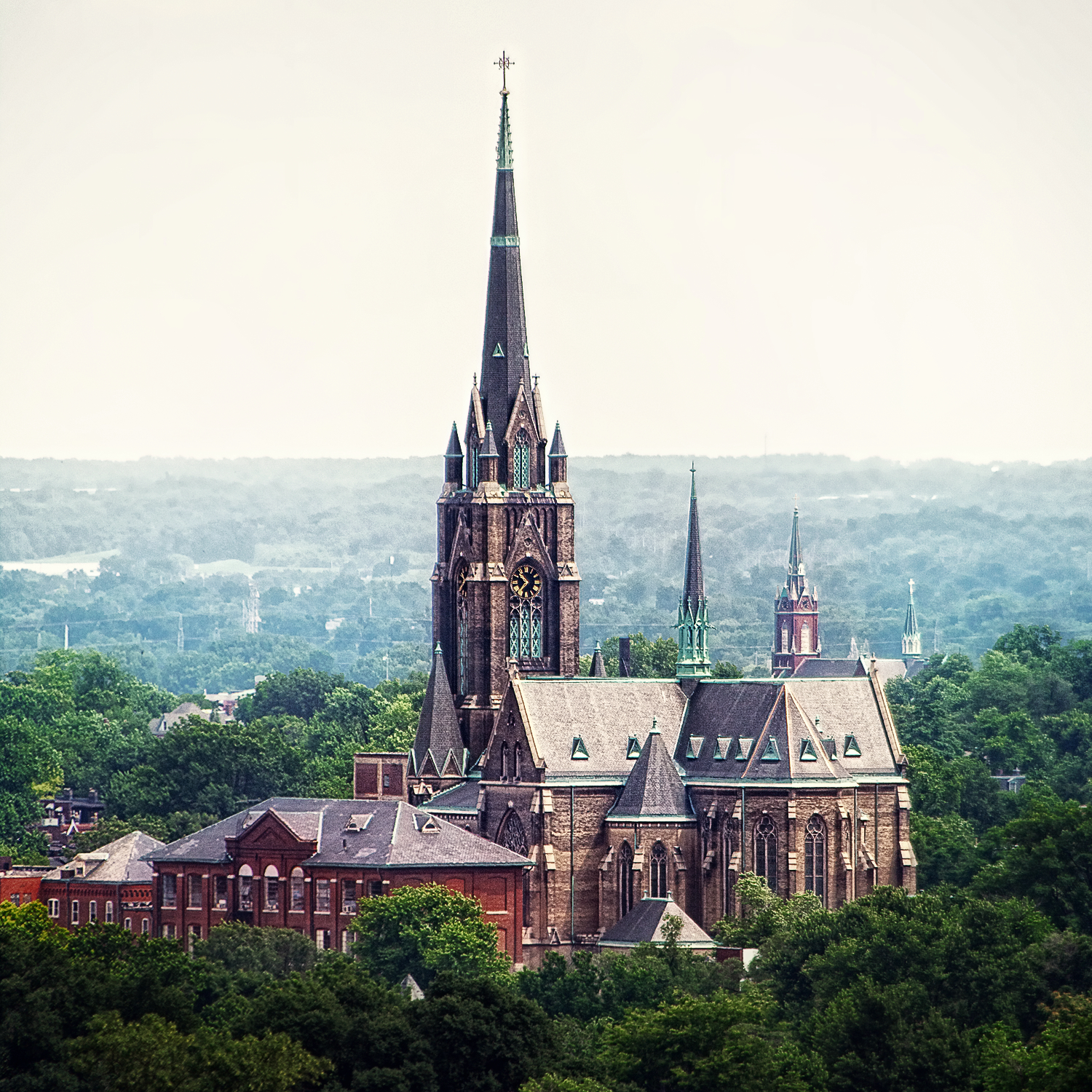
L' (Saint Louis).

Chicago est le siège de la Province des États-Unis. L’I.C.R.S.P. y avait entrepris la restauration de l’église du Christ-Roi qui a été entièrement détruite dans un incendie en octobre 2015. Depuis 2022, le cardinal Cupich y a suspendu la célébration des messes en public. Des ordinations se sont tenues dans l'église Saint-François-de-Sales de Saint-Louis (en) en 2014.
L’I.C.R.S.P. dessert plusieurs endroits, notamment l’église Saint-Stanislas à Milwaukee.

### Autres pays
Depuis 25 ans au Gabon, l'institut a exercé des apostolats dans la brousse (Mayumba, autour de Mouila, Meteck-Mavi) comme dans les villes (Mouila, Libreville). Il a fait construire de nombreuses chapelles et églises dans ce pays ; notamment une grand église à Libreville, non encore achevée, dont la façade a été inaugurée solennellement en août 2015 en présence du chef de l’état gabonais, Ali Bongo, du cardinal Raymond Burke et de l’archevêque de Libreville, Basile Mvé.
En Irlande, l'institut a restauré une église à Limerick et plusieurs autres diocèses depuis la maison située dans le diocèse de Limerick. En Angleterre, l'institut dessert de grandes églises et également plusieurs diocèses. En Belgique il dirige une école, la Brussels International Catholic School, à Bruxelles, ainsi que plusieurs apostolats à Bruxelles et Mons (Havré)[réf. souhaitée]
Il compte une église à l'île Maurice (Rose-Hill) depuis août 2016, plusieurs apostolats à Madrid et dans les environs, une maison des sœurs adoratrices située au Noirmont dans le canton du Jura depuis 2014 et un apostolat implantés dans le diocèse de Bâle, ainsi que plusieurs apostolats en Allemagne, principalement en Bavière et dans le diocèse de Trèves, où se trouve également un couvent des sœurs adoratrices racheté en 2014, le couvent de Maria Engelport.

## Développements récents
En 2021, l'Institut réagit par la voix de Gilles Wach au motu proprio Traditionis custodes sur la messe tridentine, qui interdit la célébration des sacrements, hormis la messe, selon l’ancien missel et engendre une forte inquiétude parmi les communautés traditionalistes : l'institut s’oppose à la décision de la Congrégation pour le culte divin de limiter la messe selon la forme ancienne du rite romain.
La célébration d'une messe de Pâques traditionaliste à Reims, sans respect des gestes barrières dans le contexte de la pandémie de Covid-19, suscite en 2021 une controverse médiatique et la condamnation du prêtre de l’institut chargé des offices.
L’abbé Alban Denis, membre de la communauté traditionaliste, tient sous le pseudonyme de « père Danziec » la chronique religieuse de Valeurs actuelles.

## Controverses

### Abus sexuels
Édouard Le Bourgeois, ancien candidat aux cantonales de 2008 sous l'étiquette du Front national avant d'en être exclu en 2010, fervent catholique, paroissien d'une chapelle desservie par l'Institut,,, est condamné en 2019 à cinq ans de prison pour des agressions sexuelles commises sur six mineurs, de 12 à 14 ans, à qui il donnait des cours privés dans le cadre de la communauté traditionaliste.
Selon une enquête du journal Le Parisien publiée en septembre 2023, deux prêtres de l’Institut du Christ Roi Souverain Prêtre (ICRSP) ont été condamnés pour pédophilie, l’un aux États-Unis, l’autre en France,.

### Suspicions de «dérives sectaires»
Un rapport datant de février 2014, rédigé par sœur Chantal-Marie Sorlin, membre du bureau en charge de lutter contre les dérives sectaires et dépendant  de la Conférence des évêques de France (CEF), recense de nombreux témoignages dénonçant « le culte du fondateur », « le dénigrement de l’Église », « la coupure avec l’extérieur » ou « la vie évangéliquement incohérente des chefs ».
Selon le témoignage en 2023 de Jean-Luc Brunin, évêque du Havre et président de la cellule « Emprise et dérives sectaires » rattachée à la Conférence des évêques de France (CEF), l’Institut du Christ Roi Souverain Prêtre (ICRSP) constitue « un dossier lourd » avec de « nombreux dysfonctionnements ». Il ajoute : « Il y a des signes de dérives sectaires ».
De son côté, la Mission interministérielle de vigilance et de lutte contre les dérives sectaires (Miviludes), organisme étatique, « confirme avoir reçu des signalements » concernant l’ICRSP.
Ces accusations sont fermement rejetées par l'ICRSP.